# 黃文豪 (嘉靖進士)
黃文豪（1528年—？），字國英，號滄泉，福建漳州府龍溪縣人，軍籍，明朝政治人物。

## 生平
嘉靖三十四年乙卯科（1555年）福建鄉試第三十六名舉人。嘉靖三十五年（1556年）中式丙辰科會試第一百十一名，二甲第二十一名進士。户部观政，授工部主事，三十八年升员外、郎中，四十年升廣東廉州府知府，卒于官。

## 家族
曾祖黃參；祖父黃萬忠；父黃日華，封工部郎中；母吳氏，封太安人。兄文溥、弟文融、文傑。